# Cybalomia lactealis
Cybalomia lactealis is een vlinder uit de familie grasmotten (Crambidae). De wetenschappelijke naam van deze soort is voor het eerst gepubliceerd in 1915 door Walter Rothschild.
De soort komt voor in Algerije.